# História da Venezuela

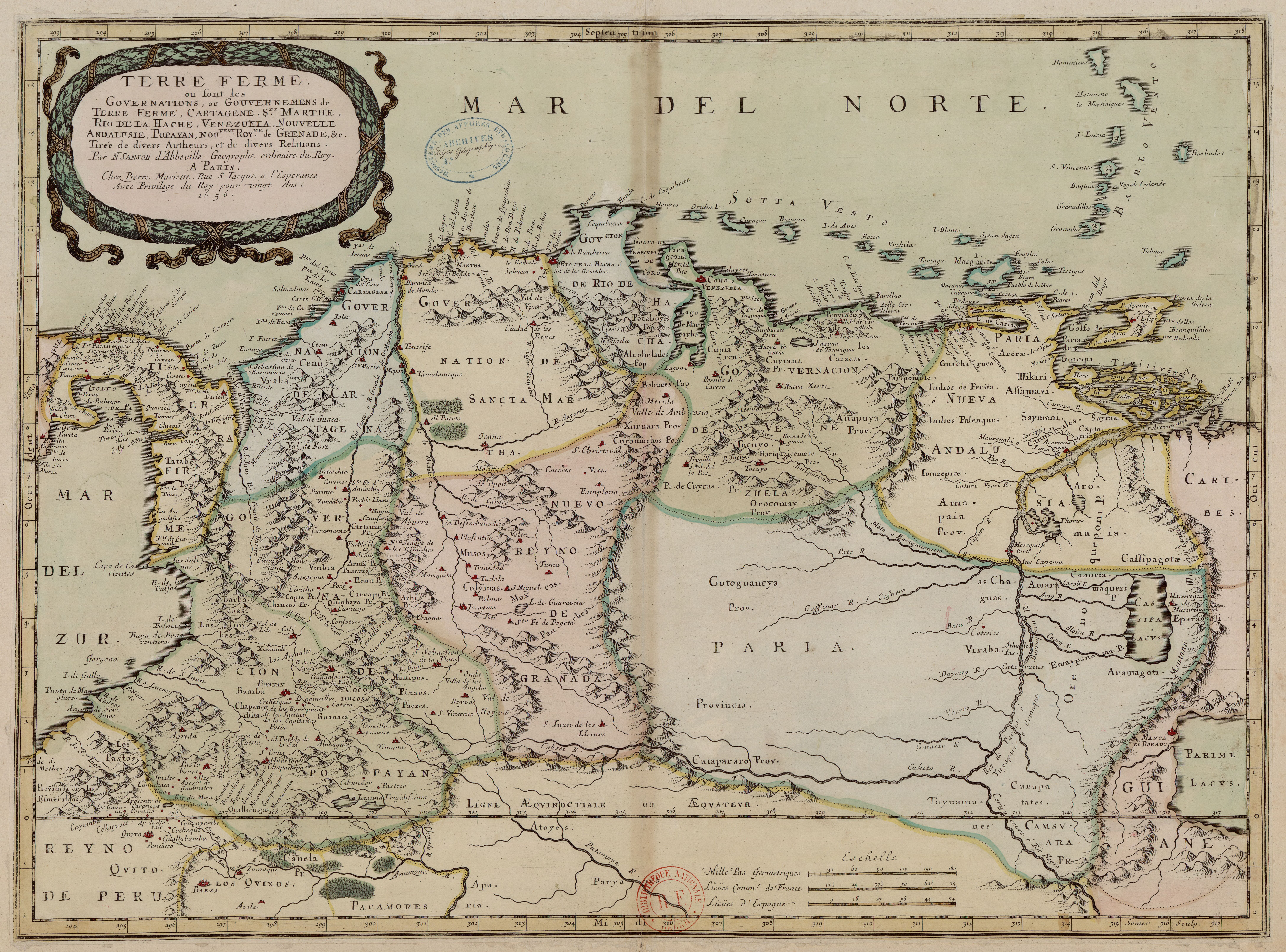
A Província da Venezuela em 1656, por Sanson Nicolas. Um dos primeiros mapas sobre a Venezuela e regiões vizinhas.

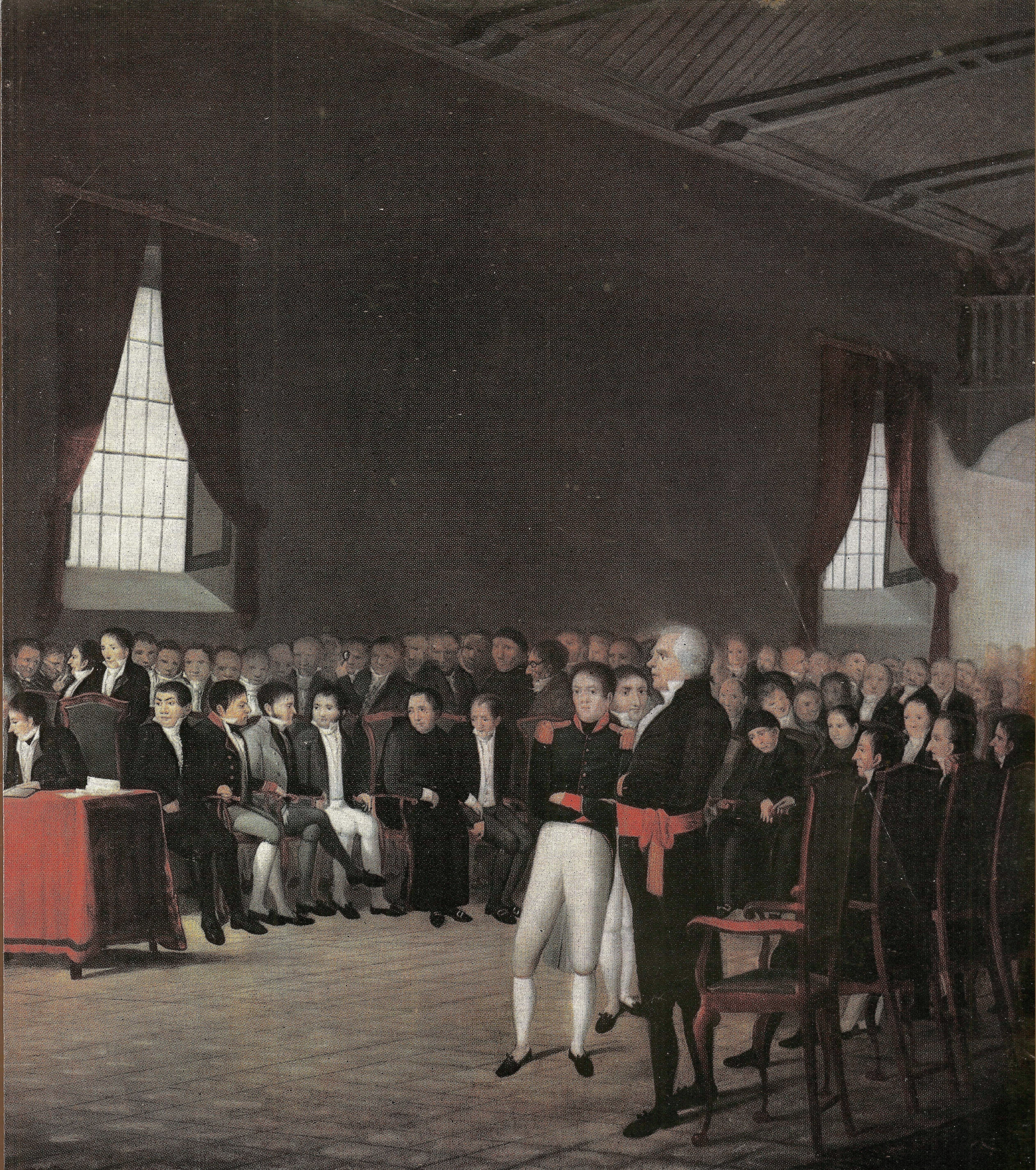
5 de julho de 1811 (fragmento), pintura de Juan Lovera em 1811.

A história da Venezuela reflete eventos em áreas das Américas colonizadas pela Espanha a partir de 1502; em meio à resistência dos povos indígenas, liderados por caciques nativos, como Guaicaipuro e Tamanaco. Contudo, na região andina do oeste da Venezuela, floresceu uma complexa civilização andina dos Timoto-cuicas antes do contato europeu.
Após os primeiros contatos entre europeus – especificamente conquistadores portugueses e espanhóis – não ocorreram eventos significativos entre 1515 e 1528. O maior acontecimento após 1528 foi a Colonização Alemã da Venezuela. Esse evento ocorreu em função de um acordo entre Carlos V e a família bancária de Augsburgo. Carlos V concedeu à família de Augsburgo a maior parte do território da Província da Venezuela, que, após a concessão, passou a ser chamada pelos alemães de "Klein-Venedig", ou seja, "Pequena Veneza". Os alemães na Venezuela eram, em sua maioria, conquistadores e exploradores, cuja missão era encontrar El Dorado. Ao mesmo tempo, os exploradores e conquistadores alemães fundaram duas cidades permanentes na atualidade, Maracaibo e Neu-Augsburg, que corresponde à atual cidade de Coro. Após o insucesso dos alemães em encontrar El Dorado, os Augsburgo entregaram a concessão à coroa espanhola. Em seguida, os conquistadores espanhóis continuaram suas expedições no território, e o evento mais representativo após a concessão dos Augsburgo foi a fundação de Caracas, que se tornou a capital mais duradoura da Província da Venezuela e a atual capital do país. A economia colonial, nos séculos XVI e XVII, centrou-se na mineração de ouro e na criação de gado.
Relativamente poucos colonos empregavam agricultores nativos em suas propriedades e escravizavam outros povos nativos e, posteriormente, africanos para trabalhar nas minas. O território da Venezuela foi, em diferentes momentos, administrado pelas capitais da distante Nova Espanha e pelo Vice-Reinado do Peru. No século XVIII, plantações de cacau se desenvolveram ao longo da costa, sendo processadas mediante nova importação de escravos africanos. Os grãos de cacau passaram a ser a principal exportação da Venezuela, monopolizados pela Companhia Guipuzcoana de Caracas. A maioria dos habitantes nativos sobreviventes já havia migrado para o sul, onde os monges espanhóis atuavam. A atividade intelectual aumentou entre a elite criolla branca, centrada na Universidade Central da Venezuela. A Província da Venezuela foi incorporada ao Vice-Reinado da Nova Granada em 1717 e, em 1777, transformou-se na Capitania Geral da Venezuela. Em 1811, tornou-se uma das primeiras colônias hispano-americanas a declarar a independência, embora essa independência não se consolidasse até 1821, quando a Venezuela passou a integrar o departamento da república federal da Gran Colômbia. Em 1830, a Venezuela conquistou a independência plena como país separado. Durante o século XIX, a Venezuela sofreu turbulências políticas e regimes autocráticos, permanecendo dominada por Caudilhos regionais até meados do século XX.
Desde 1958, a Venezuela tem experimentado uma série de governos democráticos. Contudo, os choques econômicos na década de 1980 levaram a diversas crises políticas, incluindo os sangrentos tumultos do Caracazo em 1989, duas tentativas de golpe em 1992 e o processo de impeachment do presidente Carlos Andrés Pérez em 1993. Um colapso na confiança nos partidos existentes culminou com a eleição de 1998 do ex-oficial de carreira envolvido em golpes, Hugo Chávez, e o lançamento da Revolução Bolivariana, iniciado com a Assembleia Constituinte de 1999 para redigir uma nova Constituição da Venezuela. Essa nova constituição mudou oficialmente o nome do país para República Bolivariana da Venezuela. Paralelamente, o novo governo iniciou diversas mudanças na economia interna, que resultaram em uma crise socioeconômica iniciada durante os governos de Chávez e Nicolás Maduro. A crise caracteriza-se por hiperinflação, fome crescente, doenças, criminalidade e altos índices de mortalidade, levando a uma emigração massiva do país.

## Período Pré-Colombiano na Venezuela
Arqueólogos descobriram evidências dos primeiros habitantes conhecidos da área venezuelana na forma de lascas em formato de folha – ferramentas lascadas – juntamente com instrumentos de corte e raspadores de plano convexo expostos nas altas terraces fluviais do Pedregal River no oeste da Venezuela. Artefatos de caça do Final do Pleistoceno – incluindo pontas de lança – foram encontrados em sítios no noroeste da Venezuela, conhecidos como El Jobo. De acordo com datação por radiocarbono, esses artefatos datam de 15.000 a 9.000 anos antes do presente. Sítios como Taima-Taima, Muaco amarelo e El Jobo, no Falcón, são alguns dos locais que forneceram material arqueológico dessa época. Esses grupos conviveram com megafaunas, como Megaterínios, Gipteodontes e Toxodontes. Predefinição:Citation needed span Nesse período, caçadores-coletores de megafaunas passaram a buscar outras fontes de alimento e estabeleceram as primeiras estruturas tribais.
A Venezuela pré-colombiana tinha uma população estimada de um milhão de habitantes. Além dos povos indígenas conhecidos atualmente, a população incluía grupos históricos como os Kalina (Caribes), Caquetio, Auaké e os Mariche e Timoto-cuicas. A cultura timoto-cuica foi a sociedade mais complexa da Venezuela pré-colombiana; com vilarejos permanentes planejados, cercados por campos irrigados e em terraços, com reservatórios para armazenamento de água. Suas habitações eram construídas principalmente de pedra e madeira, com telhados de palha. Em geral, eram pacíficos e dependiam do cultivo de alimentos. Os cultivos regionais incluíam batatas e Ullucos. Deixaram obras de arte, especialmente cerâmicas antropomórficas, mas nenhum monumento de grande escala. Utilizavam fibras vegetais para tecer têxteis e tapetes para habitação. São creditados como os inventores da Arepa, um alimento básico da culinária venezuelana.
Predefinição:Citation needed span que se estende até o período da Conquista e Colônia. No século XVI, quando teve início a colonização espanhola no território venezuelano, a população de diversos índios diminuiu, como os Mariches (descendentes dos Caribes). Caciques nativos, como Guaicaipuro e Tamanaco, tentaram resistir às incursões espanholas, mas os recém-chegados os subjugaram. Historiadores concordam que o fundador de Caracas, Diego de Losada, acabou por pôr Tamanaco à morte.

## Domínio Espanhol

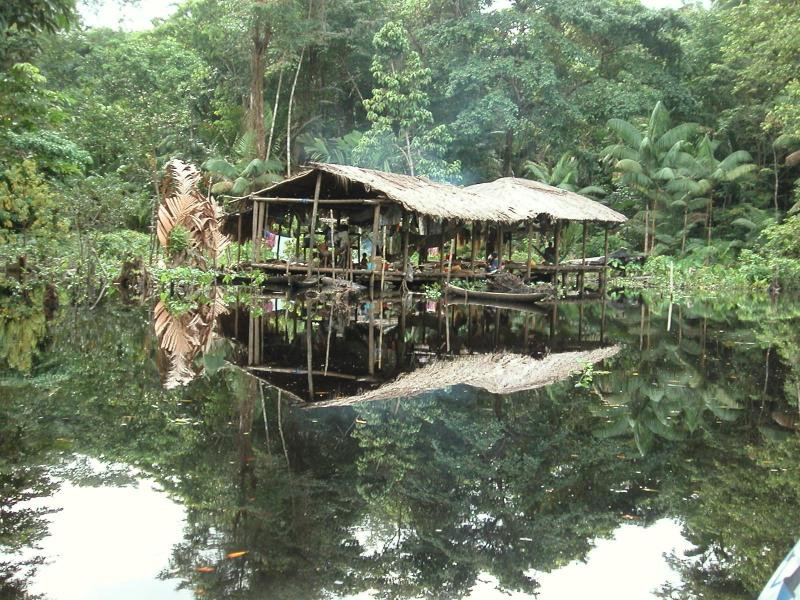
Um Palafito semelhante aos observados por Amerigo Vespucci

Cristóvão Colombo navegou ao longo da costa leste da Venezuela em sua terceira viagem em 1498 e explorou grande parte da atual costa do Sucre (estado), sendo a única de suas quatro viagens a alcançar o continente sul-americano. Por ser a primeira vez que europeus avistavam o continente, Colombo, ao observar a variedade da flora e fauna do delta do Orinoco, chamou a região de "Terra de Graça", em alusão ao Jardim do Éden. A expedição descobriu as chamadas "Ilhas das Pérolas" de Cubagua e Ilha Margarita, a leste-nordeste da Venezuela. Expedições espanholas posteriores retornaram para explorar as abundantes ostras-perolas dessas ilhas, escravizando os indígenas e extraindo intensivamente as pérolas. Entre 1508 e 1531, elas tornaram-se um dos recursos mais valiosos do nascente Império Espanhol nas Américas, momento em que tanto a população indígena quanto as ostras foram devastadas.
A segunda expedição espanhola, liderada por Alonso de Ojeda, que navegou ao longo de toda a costa norte da América do Sul em 1499, deu o nome de Venezuela ("pequena Veneza" em espanhol) ao Golfo da Venezuela – em razão da semelhança percebida com a cidade italiana.
A colonização espanhola do território continental da Venezuela teve início em 1502. A Espanha estabeleceu seu primeiro assentamento permanente na América do Sul no que viria a ser a cidade de Cumaná. Na época da chegada espanhola, os índios viviam principalmente em grupos como agricultores e caçadores – ao longo da costa, na cordilheira andina e às margens do Rio Orinoco.
Klein-Venedig ("Pequena Veneza") foi a parte mais significativa da Colonização alemã das Américas, ocorrida entre 1528 e 1546, na qual a família bancária de Augsburgo, os Welser, obteve direitos coloniais na Província da Venezuela em troca de dívidas contraídas com Carlos V. A motivação principal era a busca pela lendária cidade dourada de El Dorado. [carece de fontes?] A empreitada foi liderada pelo primeiro governador, Ambrosius Ehinger, que fundou Maracaibo em 1529. Ao chegar a Santa Ana de Coro, Ehinger nomeou Nikolaus Federmann como seu vice-governador. Em 30 de julho de 1530, Federmann passou a ser o responsável pela colônia de Klein Venedig. O governador Ehinger entregou temporariamente a autoridade a Federmann, pois teve que se dirigir a Hispaniola por motivos de saúde. Após as mortes de Ehinger e, posteriormente, de seu sucessor, Georg von Speyer, Philipp von Hutten continuou as explorações no interior e, na ausência de Hutten na capital da província, a coroa espanhola reivindicou o direito de nomear o governador. Ao retornar à capital, Santa Ana de Coro, em 1546, o governador espanhol, Juan de Carvajal, ordenou a execução de Hutten e de Bartholomeus VI. Welser. Posteriormente, Carlos I revogou a carta dos Welser.
No meio do século XVI, não viviam na região que viria a ser a Venezuela muitos mais do que 2.000 europeus. A abertura de minas de ouro em 1632, em Yaracuy, levou à introdução da Escravidão – inicialmente envolvendo a população indígena, e depois, africanos importados. O primeiro sucesso econômico real da colônia envolveu a criação de gado, favorecida pelas planícies gramadas conhecidas como Llanos. A sociedade que se desenvolveu – composta por um punhado de latifundiários espanhóis e por vastos rebanhos nativos, manejados por vaqueiros montados em cavalos introduzidos pelos espanhóis – remete a um feudalismo primitivo, conceito poderoso na imaginação espanhola do século XVI, comparável aos Latifúndios da Antiguidade.
Durante os séculos XVI e XVII, as cidades que hoje compõem a Venezuela sofreram relativo descaso. Os vice-reinados da Nova Espanha e do Vice-Reinado do Peru – localizados onde se instalaram as capitais dos Astecas e dos Incas, respectivamente – demonstravam maior interesse pelas minas de ouro e prata próximas do que pelas sociedades agrícolas remotas da Venezuela. A responsabilidade sobre os territórios venezuelanos oscilou entre esses vice-reinados. A Província da Venezuela passou a integrar o Vice-Reinado da Nova Granada criado em 1717 pelo Felipe V como parte de uma nova política de controle territorial. Foi suprimida em 1723 por problemas financeiros e restaurada em 1739 até que o movimento de independência a suspendeu novamente em 1810.
No século XVIII, formou-se na costa uma segunda sociedade venezuelana com o estabelecimento de plantações de cacau, sustentadas por uma importação muito maior de escravos africanos. Um número considerável de escravos negros também trabalhou nas Haciendas dos llanos. A maioria dos indígenas que ainda sobrevivia migrou para as planícies e selvas do sul, onde apenas os frailes espanhóis demonstravam interesse por eles – especialmente os Franciscanos ou Capuchinhos, que compilaram gramáticas e pequenos léxicos para algumas de suas línguas. A missão mais importante, denominada misión, desenvolveu-se em San Tomé, na Região da Guiana. Desde 1726, a Companhia Guipuzcoana de Caracas manteve um monopólio restrito sobre o comércio com a Europa. Essa companhia estimulou a economia venezuelana, incentivando especialmente o cultivo dos grãos de cacau, que se tornaram a principal exportação do país.
Em 1777, as províncias da Venezuela foram separadas do vice-reinado da Nova Granada por Carlos III e incorporadas à Capitania Geral da Venezuela. Além das áreas centrais, o território incluía partes do vice-reinado, como a Guiana, Trinidad e Tobago, Maracaibo, o sudoeste da Guiana e partes do noroeste do Brasil. Essa medida abriu os portos venezuelanos ao comércio exterior, mas reconheceu um fait accompli. Diferentemente de qualquer outra dependência hispano-americana, a Venezuela manteve contatos mais frequentes com a Europa por meio das ilhas britânicas, holandesas e francesas no Caribe. De modo quase sub-reptício, embora legal, Caracas tornou-se um polo intelectual. Desde 1721, possuía a Universidade Central da Venezuela, que lecionava latim, medicina, engenharia e as humanidades. Seu graduado mais ilustre, Andrés Bello, tornou-se o maior polímata hispano-americano de seu tempo. Em Município de Chacao, uma cidade a leste de Caracas, floresceu uma escola de música cujo diretor, José Ángel Lamas, produziu composições impressionantes, em conformidade com os rigorosos cânones musicais europeus do século XVIII. Posteriormente, o desenvolvimento do sistema educacional contribuiu para a melhoria na distribuição do poder.

## Independência da Venezuela

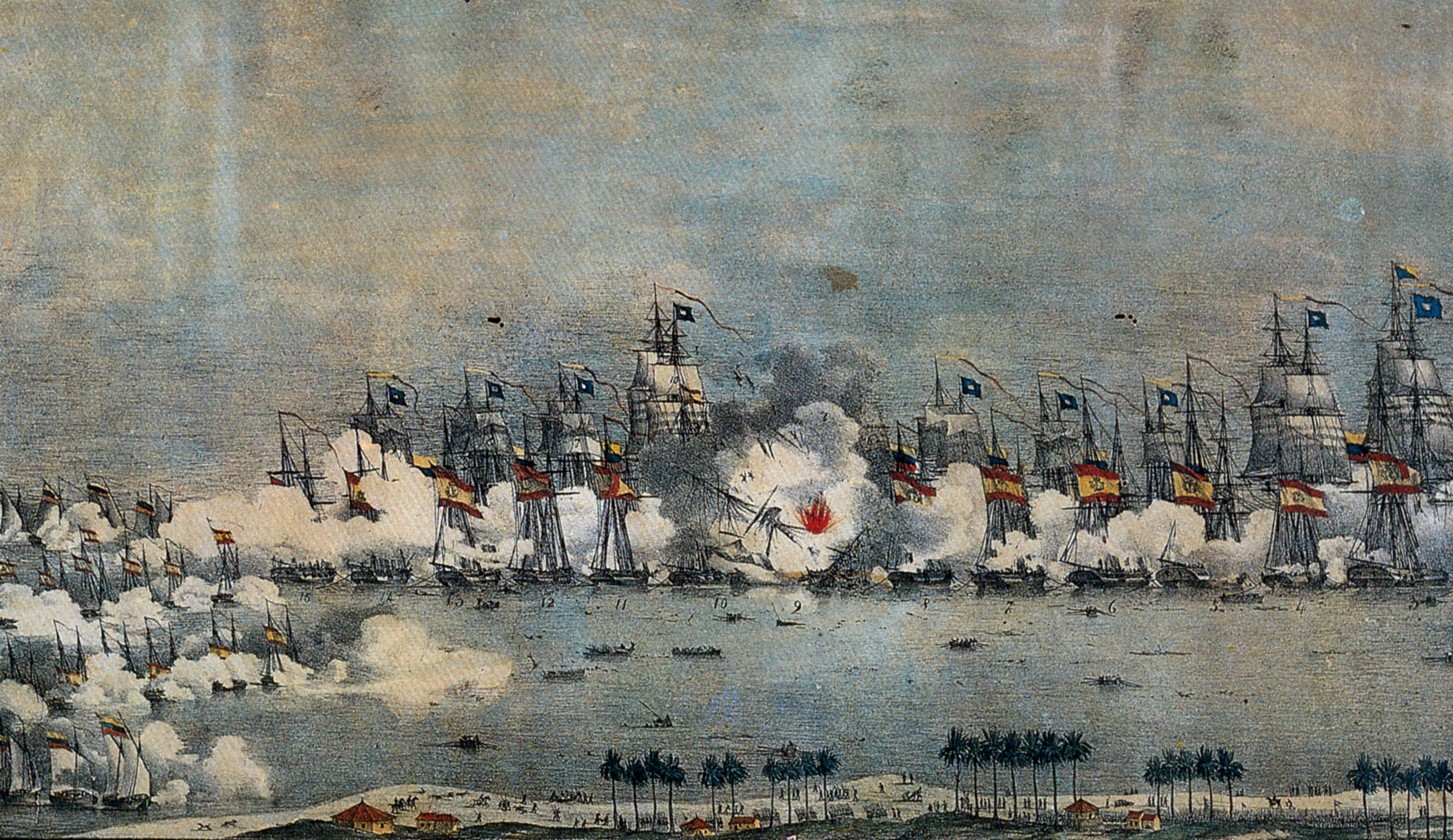
A Batalha de Lake Maracaibo em 1823 resultou na expulsão final dos espanhóis da Gran Colômbia

A notícia dos problemas da Espanha em 1808, durante as Guerras Napoleônicas, chegou, mas somente em 19 de abril de 1810 o "Cabildo" (câmara municipal) decidiu seguir o exemplo das províncias espanholas dois anos antes. Em 5 de julho de 1811, sete das dez províncias da Capitania Geral da Venezuela declararam sua independência por meio da Declaração de Independência da Venezuela. A Primeira República da Venezuela foi perdida em 1812, após o Terremoto de Caracas de 1812 e a Batalha de La Victoria (1812). Simón Bolívar liderou a "Campanha Admirável" para retomar a Venezuela, estabelecendo a Segunda República da Venezuela em 1813; contudo, essa também não perdurou, sucumbindo a uma combinação de levante local e da Reconquista espanhola da Nova Granada. Somente como parte da Campanha de Bolívar para libertar a Nova Granada em 1819–20 a Venezuela obteve uma independência duradoura da Espanha (inicialmente como parte da Gran Colômbia).
Em 17 de dezembro de 1819, o Congresso de Angostura declarou a independência da Gran Colômbia. Após mais dois anos de guerra, o país alcançou a independência da Espanha em 1821, sob a liderança de seu filho mais famoso, Simón Bolívar. A Venezuela, juntamente com os atuais países de Colômbia, Panamá e Equador, integrou a República da Gran Colômbia até 1830, quando se tornou um país soberano separado.

### A Primeira República

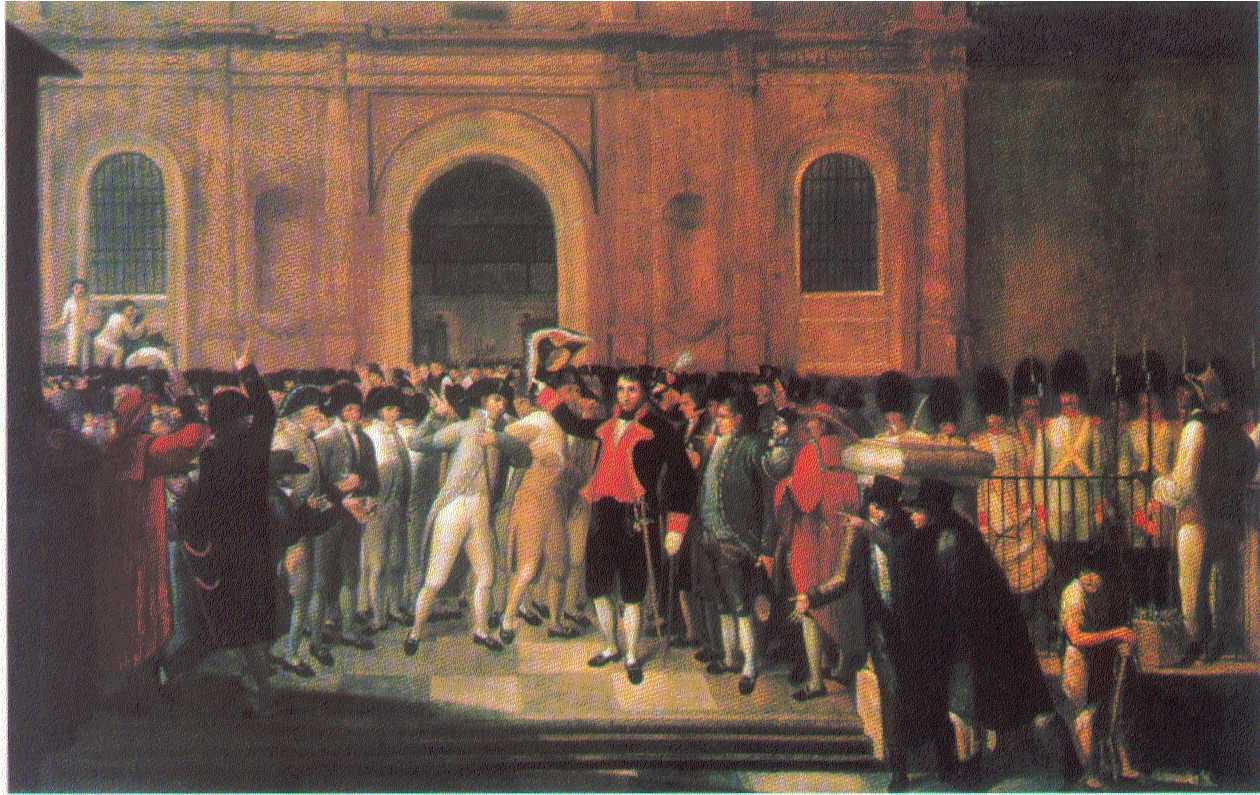
19 de abril de 1810. Pintura de Juan Lovera (1835)

Alguns venezuelanos passaram a resistir ao controle colonial no final do século XVIII. O descaso da Espanha com sua colônia venezuelana contribuiu para o crescente zelo dos intelectuais locais.[carece de fontes?] A colônia dispunha de mais fontes externas de informação do que outras dependências espanholas consideradas mais "importantes", excluindo-se os vice-reinados, embora apenas os mantuanos (nome atribuído à elite criolla branca) tivessem acesso a uma educação sólida. (Outro nome para a classe dos mantuanos, os grandes cacaos, refletia a origem de sua riqueza. Atualmente, na Venezuela, o termo pode ser usado para designar uma pessoa presunçosa.) Os mantuanos demonstravam ser presunçosos, autoritários e zelosos em afirmar seus privilégios contra a maioria parda da população.
A primeira conspiração organizada contra o regime colonial na Venezuela ocorreu em 1797, organizada por Manuel Gual e José María España. Inspirada diretamente na Revolução Francesa, foi reprimida com a colaboração dos mantuanos, pois promovia mudanças sociais radicais.

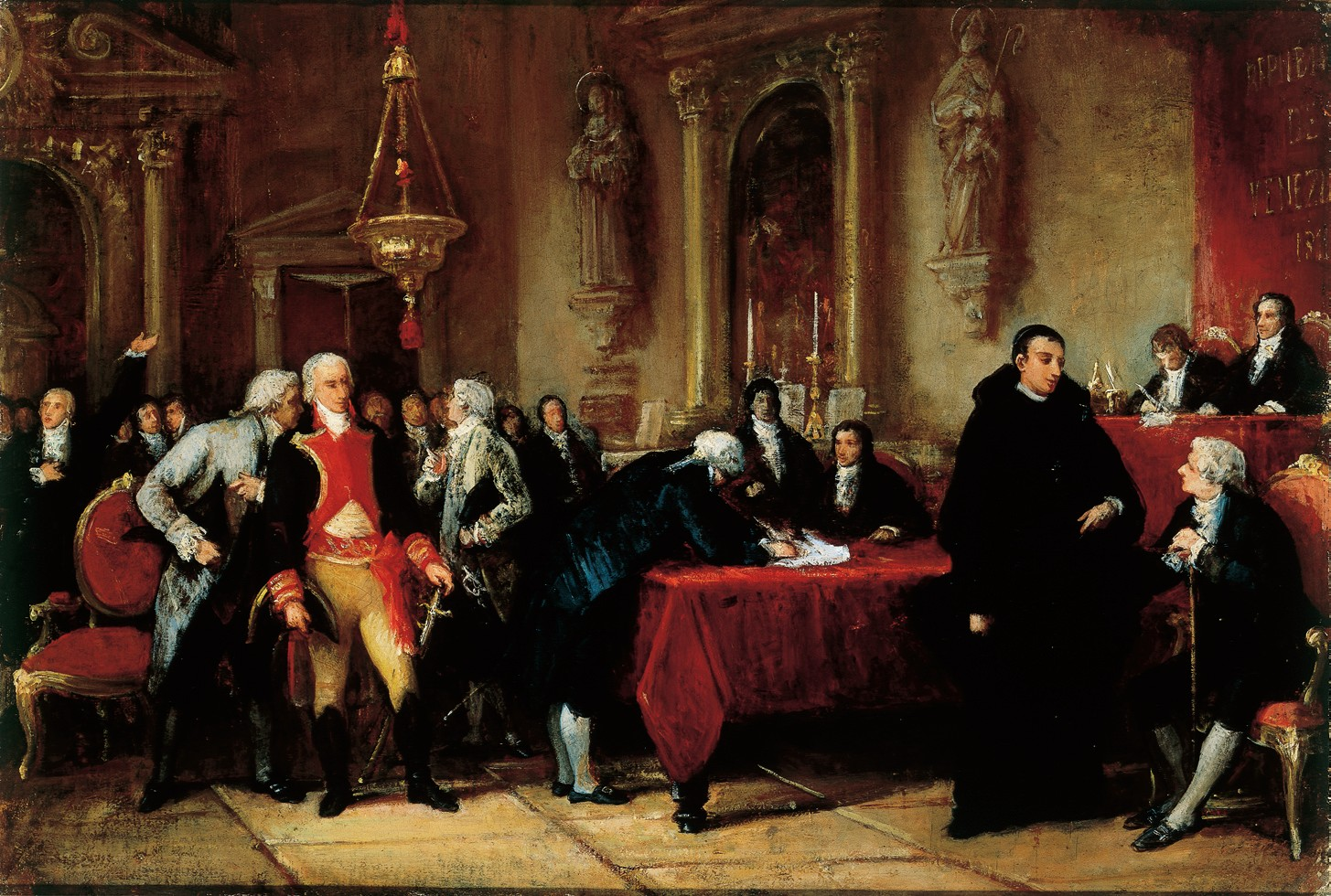
5 de julho de 1811. Pintura de Martín Tovar y Tovar

Eventos ocorridos na Europa semearam as sementes para a declaração de independência da Venezuela. As Guerras Napoleônicas não apenas enfraqueceram o poder imperial da Espanha, mas também colocaram a Grã-Bretanha – de forma não oficial – ao lado do movimento de independência. Após a assinatura do Tratado de Fontainebleau (1807), em maio de 1808, Napoleão Bonaparte exigiu e recebeu a abdicação de Ferdinand VII e a confirmação da abdicação de seu pai, Carlos IV. Napoleão então nomeou seu irmão José Bonaparte como rei da Espanha. Isso marcou o início da própria Guerra Peninsular espanhola contra a hegemonia francesa e uma ocupação parcial, ocorrendo antes mesmo do início das guerras de independência na América. O ponto focal da resistência política espanhola, o Cabildo, foi formado para governar em nome de Ferdinand VII, que se encontrava prisioneiro de Napoleão em Bayonne, a partir de maio de 1808.
A primeira grande derrota sofrida pela França napoleônica ocorreu na Batalha de Bailén na Andaluzia (julho de 1808). Apesar dessa vitória espanhola, os franceses logo retomaram a iniciativa e avançaram pelo sul da Espanha. O governo espanhol teve que recuar para a reduta insular de Cádiz. Foi nesse ponto que o Cabildo se dissolveu e instituiu uma regência composta por cinco membros para administrar os assuntos do Estado até que os deputados das Cortes de Cádiz pudessem se reunir.
A notícia dos problemas da Espanha, decorrentes das Guerras Napoleônicas, chegou a La Guaira em 14 de julho, a bordo da brigantina francesa "Serpent". Dois dias depois, irrompeu em Caracas um movimento conhecido como a Conspiração dos Mantuanos. Esses, que constituíam a classe econômica e social mais poderosa da cidade, tentaram estabelecer uma Junta de Governo para regular o destino da Capitania Geral da Venezuela em virtude da invasão de Napoleão Bonaparte na ausência do rei Ferdinand. Naquela mesma noite, as milícias começaram a prender os signatários da petição para a junta; alguns foram encarcerados, outros confinados às suas propriedades ou exilados para a Espanha, e alguns foram libertados após algum tempo. Assim, a conspiração chegou ao fim. Porém, somente em 19 de abril de 1810 o Cabildo decidiu seguir o exemplo das províncias espanholas dois anos antes. Outras capitais provinciais – como Barcelona (Anzoátegui), Cumaná, Mérida (Venezuela), e Trujillo (Venezuela) – fizeram o mesmo. Embora a nova Junta de Caracas contasse com membros da elite autoproclamados representantes dos pardos, o novo governo enfrentou o desafio de manter essa aliança. Diante do histórico recente, esses grupos ainda nutriam ressentimentos contra os mantuanos. Uma parcela dos mantuanos (entre eles o jovem de 27 anos Simón Bolívar, o futuro Libertador) via na instauração da Junta um passo rumo à completa independência. Em 5 de julho de 1811, sete das dez províncias da Capitania Geral da Venezuela declararam sua independência por meio da Declaração de Independência da Venezuela.
A Guerra de Independência da Venezuela teve início, ocorrendo em paralelo à guerra em Nova Granada. A Primeira República da Venezuela foi perdida em 1812, após o Terremoto de Caracas de 1812 e a Batalha de La Victoria (1812).

### A Campanha de 1813 e a Segunda República

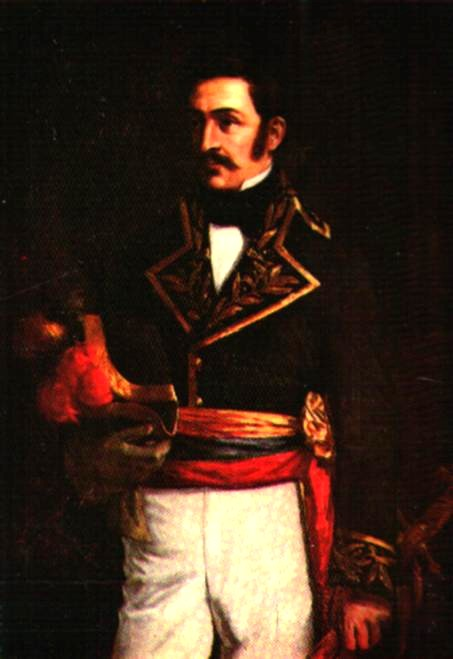
José Félix Ribas

Bolívar chegou a Cartagena e foi calorosamente recebido; posteriormente, em Bogotá, integrou o exército das Províncias Unidas da Nova Granada. Ele recrutou uma força e invadiu a Venezuela pelo sudoeste, atravessando os Andes (1813). Seu principal tenente foi o obstinado José Félix Ribas. Em Trujillo (Venezuela), uma província andina, Bolívar emitiu seu infame Decreto de Guerra à Morte, com o qual esperava conquistar os pardos e qualquer mantuanos que hesitasse em se unir à causa. Na época em que Bolívar obtinha vitórias no oeste, Santiago Mariño e Manuel Piar, um pardo oriundo da ilha holandesa de Curaçao, lutavam com êxito contra os realistas no leste da Venezuela. Percebendo-se a perda de terreno – semelhante ao ocorrido com Miranda um ano antes – Monteverde refugiou-se em Puerto Cabello, e Bolívar ocupou Caracas, reestabelecendo a República em 6 de agosto de 1813, dividida em dois "estados": um no oeste, liderado por Bolívar, e outro no leste, sob comando de Mariño. Contudo, nem as invasões bem-sucedidas nem o decreto de Bolívar conseguiram atrair maciçamente os pardos para a causa da independência; o efeito foi o oposto. Nos Llanos, um caudilho imigrante espanhol de caráter populista, José Tomás Boves, iniciou um amplo movimento de pardos contra a República restaurada. Bolívar e Ribas mantiveram e defenderam o centro controlado pelos mantuanos. No leste, os realistas começaram a reconquistar território. Após um revés, Mariño e Bolívar uniram forças, mas foram derrotados por Boves em 1814. Os republicanos foram forçados a evacuar Caracas e fugir para o leste, onde, no porto de Carúpano, Piar ainda resistia. Contudo, Piar não aceitou o comando supremo de Bolívar e, novamente, em 1815, Bolívar deixou a Venezuela e partiu para a Campanha de Bolívar para libertar a Nova Granada.

### Gran Colômbia e a Campanha de Bolívar para Libertar a Nova Granada

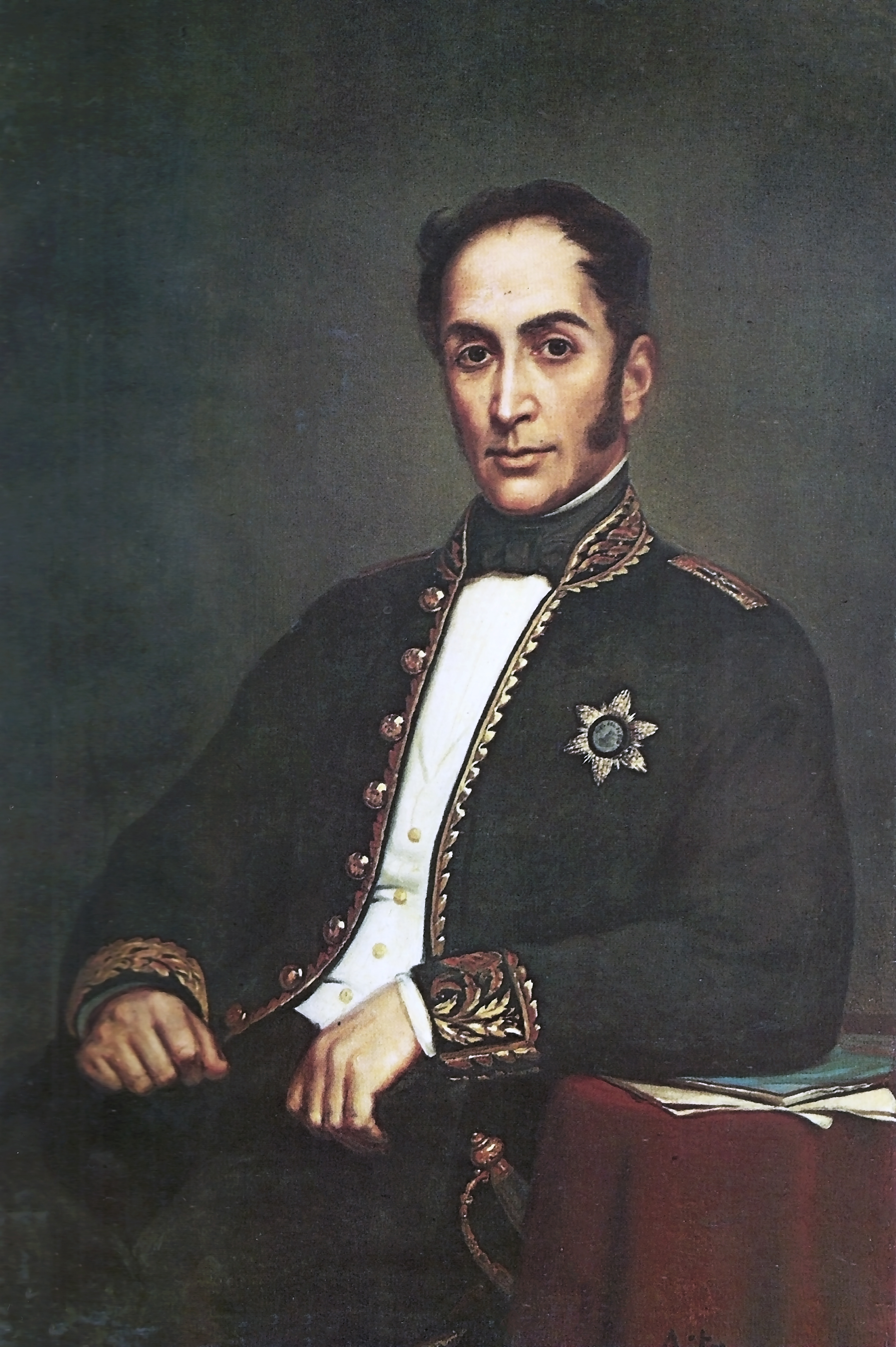
Simón Bolívar

Na Espanha, em 1820, setores liberais do exército, comandados por Rafael del Riego, instauraram uma monarquia constitucional, o que impediu novas invasões espanholas nas Américas. Antes de ser chamado de volta à Espanha, Morillo assinou uma trégua com Bolívar, deixando Miguel de la Torre no comando das forças realistas.
A trégua encerrou-se em 1821 e, na Campanha de Bolívar para libertar a Nova Granada, Bolívar reuniu todas as forças disponíveis em Carabobo, uma planície montanhosa próxima a Valencia, para enfrentar de la Torre e Morales. A derrota do flanco espanhol na Batalha de Carabobo, creditada às Legiões Britânicas, cujo comandante Thomas Farriar pereceu, selou a vitória. O general Morales, com os remanescentes dos realistas, tentou resistir em Puerto Cabello. Após a batalha, um congresso reuniu-se em Cúcuta, cidade natal de Santander, e aprovou uma constituição federal para a Gran Colômbia. Outras batalhas importantes incluíram uma vitória naval fundamental em 24 de julho de 1823, na Batalha do Lago de Maracaibo, e, em novembro de 1823, José Antonio Páez ocupou Puerto Cabello, o último reduto realista na Venezuela.

### Independência da Gran Colômbia
Na Venezuela, que era nominalmente uma província da Gran Colômbia, José Antonio Páez, apoiado pelos ex-mantuanos (e, posteriormente, pela clique dominante em Caracas), iniciou a separação da Venezuela em 1826. Bolívar retornou apressadamente a Bogotá, onde o vice-presidente Francisco de Paula Santander reclamou da insubordinação venezuelana. Bolívar viajou até Caracas e, aparentemente, colocou Páez em seu lugar (1827). Sucre deixou a Bolívia no mesmo ano. Santander expressou decepção e opôs-se aos planos de Bolívar de implantar a constituição bolivariana na Gran Colômbia, motivo pelo qual Bolívar convocou uma convenção na cidade de Ocaña (Colômbia). Assim começou a rivalidade entre Santander e Bolívar.
Em 1828, diante da oposição política que enfrentava tanto na Venezuela quanto na Nova Granada, e porque sua Gran Colômbia começava a se desintegrar, Bolívar autodenominou-se Ditador. Ele sobreviveu a uma tentativa de assassinato com o auxílio de sua amante, Manuela Sáenz, uma parda de Quito. Santander foi exilado, mas o general pardo José Prudencio Padilla, que ajudara a cercar Morales após Batalha do Lago de Maracaibo, foi executado por traição. Os invasores peruanos chegaram a atacar Guayaquil. Bolívar teve de retornar a Quito em 1829 para repelir os invasores – uma ação que se resolveu rapidamente, pois a invasão se desfez antes de sua chegada. De volta a Bogotá, Bolívar defendeu a unidade e, embora já tivesse oferecido renunciar diversas vezes ao longo de sua carreira, desta vez, com a aprovação de uma nova constituição (não a sua própria) e a eleição de um presidente, Joaquín Mosquera, Bolívar finalmente renunciou em 1830. Nesse ponto, Páez não apenas havia declarado a segunda independência da Venezuela, como também iniciou uma campanha de vituperação contra Bolívar. Vendo o estado das coisas, Quito seguiu o exemplo sob o comando do general venezuelano Juan José Flores, e Sucre foi assassinado enquanto viajava sozinho por uma densa floresta a caminho da cidade. Um desanimado Bolívar seguiu para a costa com a intenção de deixar o país, mas estava exausto e gravemente doente. Ele morreu, aos 47 anos, próximo a Santa Marta na Colômbia.

## 1830–1908

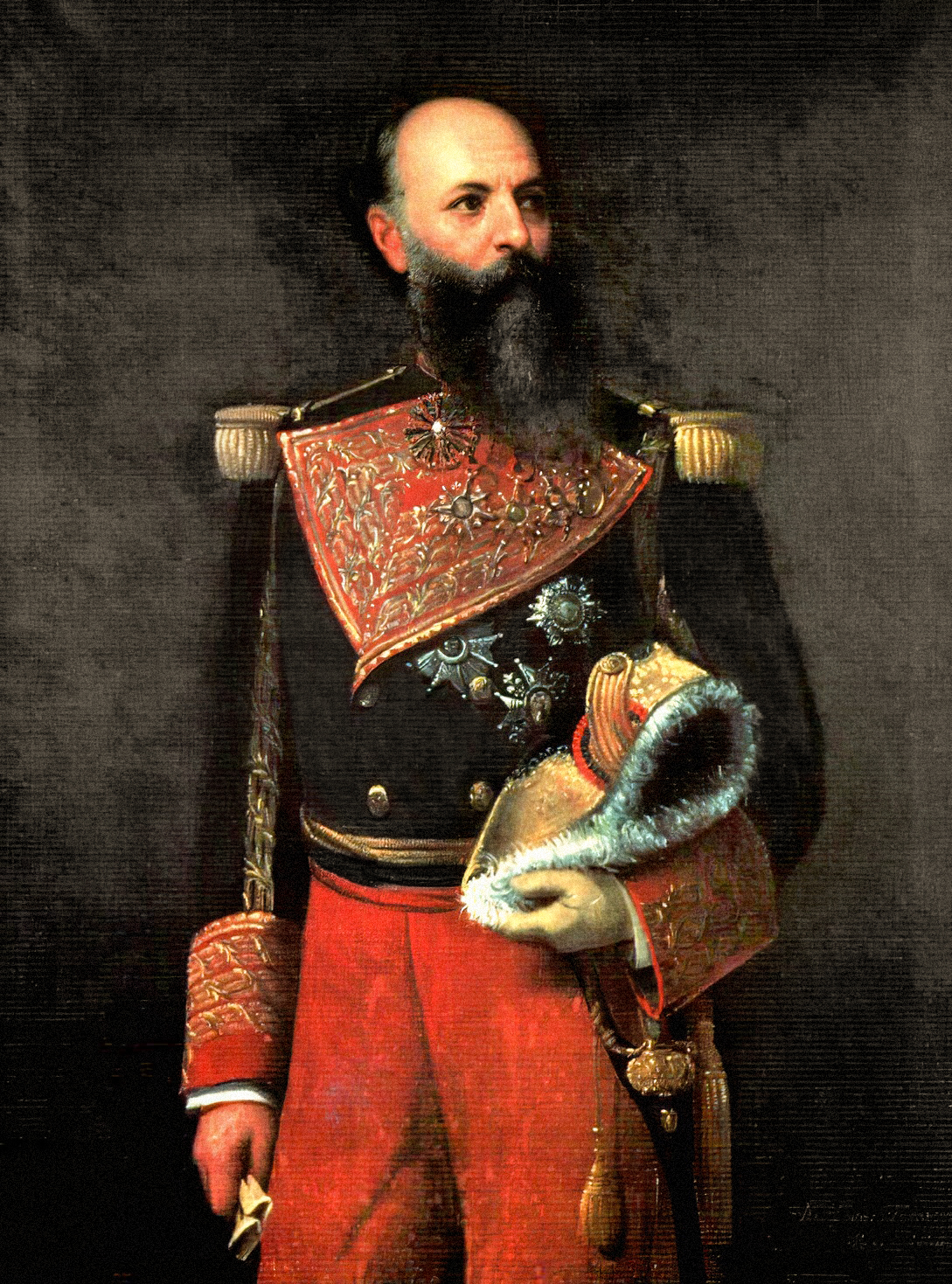
Antonio Guzmán Blanco, pintura de Martín Tovar y Tovar em 1880

Após a Guerra de Independência da Venezuela (parte das Guerras de independência Hispano-americanas), a Venezuela inicialmente conquistou a independência do Império Espanhol como parte da Gran Colômbia. Tensões internas levaram à dissolução da Gran Colômbia em 1830–31, com a Venezuela declarando sua independência em 1831. Durante o restante do século XIX, a Venezuela independente viu uma série de Caudilhos disputarem o poder, entre os quais se destacam José Antonio Páez, Antonio Guzmán Blanco e Cipriano Castro.
Em uma sucessão de rebeliões, a Guerra Federal foi particularmente sangrenta e resultou no estabelecimento do moderno sistema de Estados da Venezuela, substituindo as Províncias da Venezuela herdadas da era colonial. O início do século XX foi marcado por diversas crises internacionais notáveis: a Crise da Venezuela de 1895, sob o governo de Joaquín Crespo (uma Disputa territorial entre a Guiana e a Venezuela com a Grã-Bretanha) e a Crise da Venezuela de 1902–1903 (decorrente da recusa da Venezuela em pagar dívidas externas) durante o governo de Cipriano Castro.

## 1908–1958

### Juan Vicente Gómez (1908–1935)

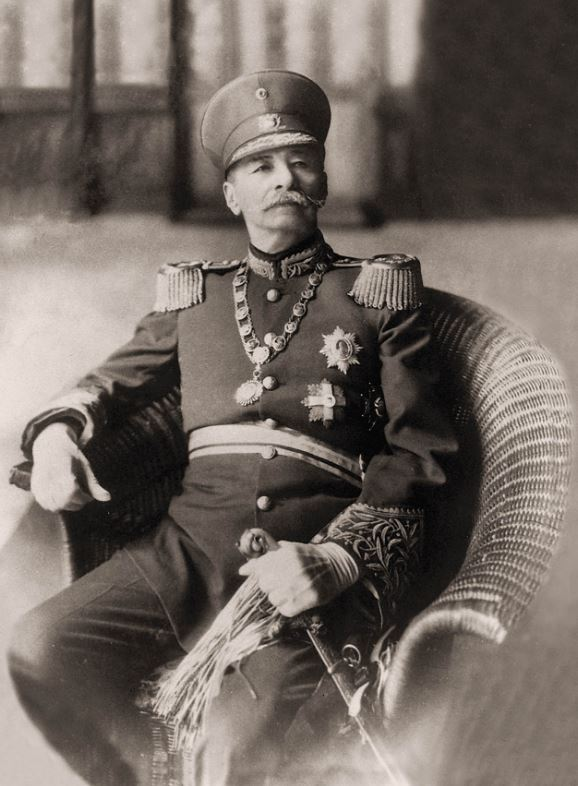
Juan Vicente Gómez

Em 1908, o presidente Cipriano Castro encontrava-se tão debilitado que não pôde ser curado na Venezuela e partiu para a Alemanha, deixando Juan Vicente Gómez no comando do país. Castro não chegou a ultrapassar as Antilhas quando Gómez assumiu o governo e proibiu o retorno de Castro. Esse foi o início de um regime que perduraria até 1935, entrelaçado com o início do desenvolvimento da indústria petrolífera – a maior influência na história da Venezuela.
Uma das primeiras medidas de Gómez foi cancelar as dívidas internacionais pendentes, objetivo rapidamente alcançado. Sob seu governo, a Venezuela adquiriu todos os atributos de um exército nacional regular, composto e comandado quase que exclusivamente por andinos. Na época, o país contava com um sistema telegráfico disseminado. Nessas circunstâncias, a possibilidade de levantes de caudilho foi substancialmente reduzida. A única ameaça armada contra Gómez veio de um ex-sócio desiludido, a quem havia concedido o monopólio do comércio marítimo e fluvial. O homem que tentou depô-lo, Román Delgado Chalbaud, passou catorze anos na prisão – embora afirmasse ter estado acorrentado durante esse período, foi libertado por Gómez. Seu filho, Carlos Delgado Chalbaud, viria a ser presidente da Venezuela. Quando estudantes universitários organizaram uma manifestação de rua em 1928 (Geração de 1928), foram presos, mas logo libertados. Gómez, contudo, foi implacável na repressão a toda oposição e permitiu a criação de um culto à personalidade, fruto tanto de sua própria iniciativa quanto da adulação de seus numerosos simpatizantes espalhados pelo país. Diferentemente de Antonio Guzmán Blanco, Gómez nunca erigiu estátuas de si mesmo. Era rigoroso quanto à formalidade legal, o que implicava a introdução de novas constituições sempre que lhe convinha – prática também comum no século XIX. Durante sua ditadura, Gómez nomeou dois presidentes de fachada enquanto mantinha firme o controle das Forças Armadas a partir de Maracay, sua cidade predileta, a oeste de Caracas, que ele embelezou e transformou na principal guarnição venezuelana – status que perdurou até, pelo menos, a década de 1960.

#### A Descoberta do Petróleo
Não era necessária grande expertise geológica para constatar que a Venezuela possuía vastos depósitos de petróleo, pois o óleo exsudava de vazamentos por todo o país e um lago natural de asfalto se formara. Os próprios venezuelanos já haviam tentado extrair petróleo para uma pequena refinaria manual no início do século XX. Quando a notícia do potencial petrolífero se espalhou internacionalmente, representantes de grandes empresas estrangeiras chegaram ao país e passaram a fazer lobby por direitos de exploração, e Gómez instituiu o sistema de concessões. A Venezuela herdara da Espanha a lei segundo a qual a superfície do solo – até a profundidade de um arado ou poço – poderia pertencer a particulares, mas tudo o que estivesse abaixo era propriedade do Estado. Assim, Gómez começou a conceder enormes áreas a familiares e amigos, fazendo com que qualquer pessoa próxima a ele eventualmente se tornasse rica. O próprio Gómez acumulou vastas extensões de pastagens para criação de gado, sua ocupação original e paixão vitalícia. Os concessionários arrendavam ou vendiam suas áreas para os maiores licitantes estrangeiros. Gómez, que não confiava em trabalhadores industriais ou em sindicatos, impediu a instalação de refinarias no solo venezuelano, fazendo com que estas fossem erguidas nas ilhas holandesas de Aruba e Curaçao. A refinaria em Aruba foi, por um período, a segunda maior do mundo, perdendo apenas para a Refinaria de Abadan em Abadan, Irã. Embora o boom petrolífero tenha começado por volta de 1918 – ano em que o petróleo passou a ser exportado –, sua expansão ocorreu quando um poço chamado Barroso irrompeu com um jorro de 200
-pé (60 m) que produzia, em média, o equivalente a 100.000 barris por dia; foram necessários cinco dias para conter o fluxo. Em 1927, o petróleo já era a principal exportação da Venezuela e, em 1929, o país exportava mais petróleo do que qualquer outro do mundo.
Diz-se que Gómez não tributava as empresas petrolíferas e que a Venezuela não se beneficiava da produção, mas isso é apenas uma meia verdade. O governo obtinha considerável receita a partir das concessões e de impostos diversos, embora as leis fiscais originais aplicadas às empresas tenham sido elaboradas conjuntamente com advogados norte-americanos. Tais leis eram relativamente brandas, mas Gómez, dotado de perspicácia comercial, compreendeu a necessidade de criar incentivos para investidores nos campos petrolíferos, alguns dos quais muito acessíveis, enquanto outros se situavam no interior da selva. A receita do petróleo permitiu a expansão da incipiente infraestrutura venezuelana e, de forma geral, a indústria representou uma tendência modernizadora nas áreas onde operava. Contudo, em sentido mais amplo, o povo venezuelano, exceto aqueles que trabalhavam para as empresas petrolíferas e viviam modestamente, beneficiou-se pouco ou nada das riquezas do petróleo.
Gómez assumiu o poder em um país extremamente pobre e analfabeto, onde a divisão entre brancos e pardos era acentuada. Quando Gómez morreu em sua cama, em 1935, a Venezuela continuava pobre e analfabeta – e, se algo, a estratificação social se intensificara. A população havia crescido de talvez um milhão e meio para dois milhões, e a Malária era a principal causa de morte. Apesar de provavelmente possuir ascendência ameríndia, Gómez era abertamente racista e foi fortemente influenciado por um historiador, Laureano Vallenilla Lanz, que publicou um livro afirmando – com razoável precisão – que a Guerra de Independência venezuelana foi, na verdade, uma guerra civil, sustentando que os pardos representavam uma ameaça à ordem pública e que a Venezuela só poderia subsistir como nação governada por homens brancos fortes. Por exemplo, Gómez proibiu a imigração proveniente de ilhas negras do Caribe. Mesmo que, na época, 80% da população fosse parda, os passaportes – criados sob seu governo – identificavam os portadores pela cor da pele, prática que perdurou até a década de 1980. A Venezuela mudou consideravelmente sob o governo de Gómez: o país passou a contar com estações de rádio nas principais cidades, uma incipiente classe média emergiu e, embora existissem apenas duas ou três universidades, a modernização foi impulsionada pelo petróleo.

### López Contreras e Medina Angarita (1935–1945)

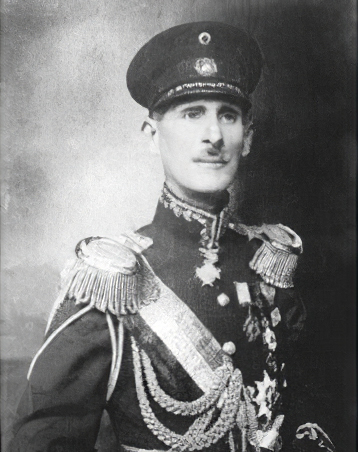
Eleazar López Contreras

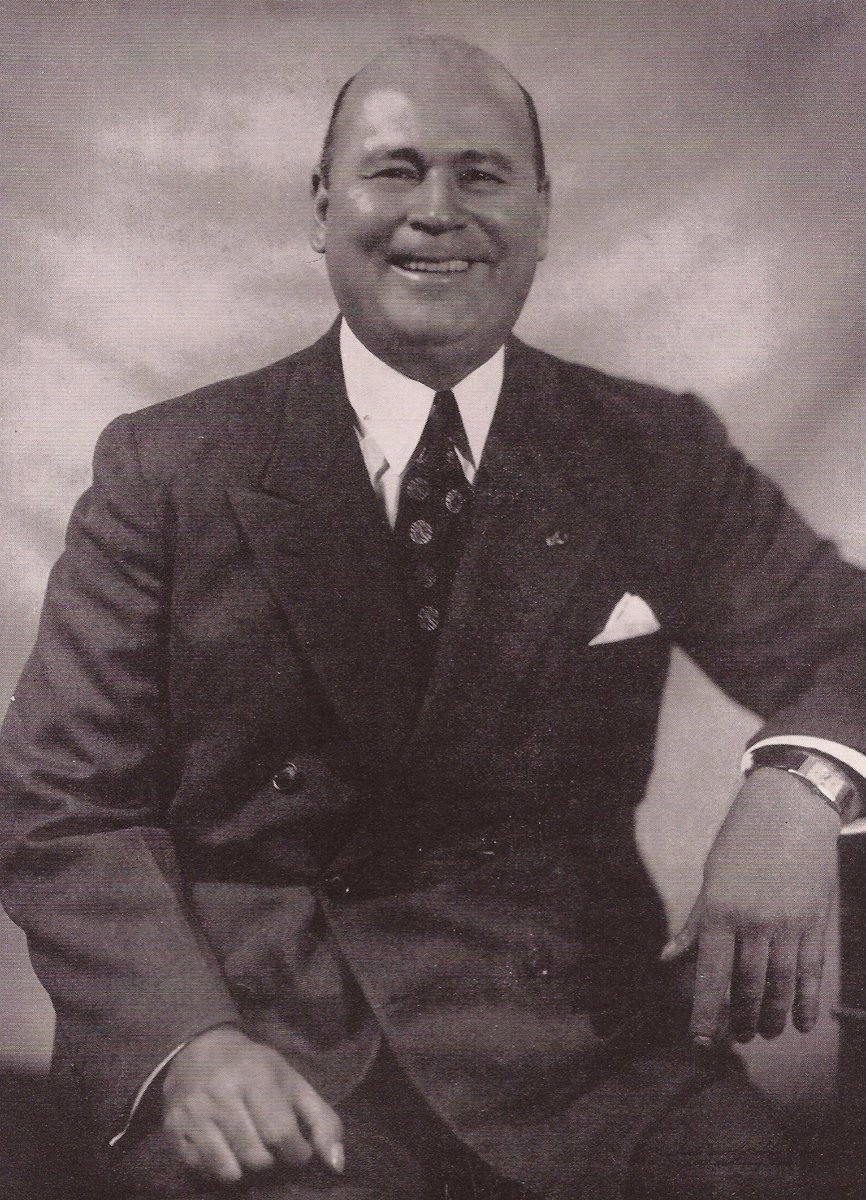
Isaías Medina Angarita

O ministro da Guerra de Gómez, Eleazar López Contreras, sucedeu-o: um soldado alto, magro, disciplinado e bem instruído. Antes de assumir o cargo, serviu lealmente ao governo gomecista em diversas designações, inclusive na extremidade leste da Venezuela, numa vila chamada Cristóbal Colón, em frente a Trinidad. No exercício do poder, López Contreras permitiu que as massas pardas expressassem suas insatisfações por alguns dias antes de reprimí-las. Suas medidas incluíram a confiscação, pelo Estado, das propriedades de Gómez, embora os familiares do ditador – com algumas exceções, que optaram por deixar o país – não tenham sido perseguidos. Gómez nunca se casou, mas teve diversos filhos ilegítimos. Inicialmente, López Contreras permitiu que os partidos políticos se abrissem, mas estes tendiam a se tornar tumultuados e foram proscritos, embora sem medidas repressivas severas, pois os políticos que os lideravam – conhecidos na historiografia venezuelana como a "Geração de 1928" – ainda não possuíam um grande apoio popular. Um dos motivos para essa postura foi a greve que, em seu primeiro ano, paralisou a indústria petrolífera no Zulia, onde se concentravam os campos mais produtivos, especialmente em Maracaibo.
López Contreras criou o ministério do Trabalho, e seu representante, Carlos Ramírez MacGregor, elaborou um relatório que confirmou as reivindicações dos trabalhadores, declarando a greve ilegal. Forças governamentais obrigaram os trabalhadores a retomar suas funções, embora após o incidente as empresas petrolíferas tenham tomado iniciativas para melhorar as condições laborais. Entre os destaques do seu governo, houve uma campanha para erradicar a malária nos Llanos, concluída posteriormente, com o uso de DDT.
Dois Comunistas lideraram a greve no setor petrolífero: Rodolfo Quintero e o operário do petróleo Jesús Faría. Embora a história do Marxismo na Venezuela seja complexa, de forma resumida, o comunismo nunca enraizou profundamente e seu impacto na política dominante foi mínimo. López Contreras tentou criar um movimento político denominado Cruzadas Cívicas Bolivarianas, mas a iniciativa não prosperou, pois estava associada ao seu passado como pilar do regime de Gómez. Até mesmo o termo "Cruzadas" era suspeito, devido às conotações clericais que possuía. Constitucionalmente, López Contreras completou o último mandato de Gómez e, em 1936, foi eleito pelo Congresso para o mandato que se estenderia até 1941.
Após uma votação no mesmo Congresso para o mandato 1941–1946, López Contreras transferiu o poder para seu ministro da Guerra e amigo pessoal, o general andino Isaías Medina Angarita, que representava um forte contraponto a seu predecessor. Medina Angarita era robusto e afável, e legalizou todos os partidos políticos, inclusive os Comunistas – alguns intransigentes, como os irmãos Machado, de uma tradicional família de Caracas, e outros mais gradualistas, liderados por Luis Miquilena, um líder sindical que apoiava sua abordagem. Sob seu governo, instaurou-se uma democracia indireta, seguindo o costume do século XIX de eleições a nível municipal, mas ele também buscou realizar eleições nacionais, organizando um partido governista nos estados venezuelanos, o Partido Democrático Venezolano. Entretanto, o verdadeiro gênio da organização política foi Rómulo Betancourt, que, a partir da base, criou o que se tornou um partido predominantemente pardo com uma agenda reformista – mas não marxista.

### El Trienio Adeco (1945–1948)

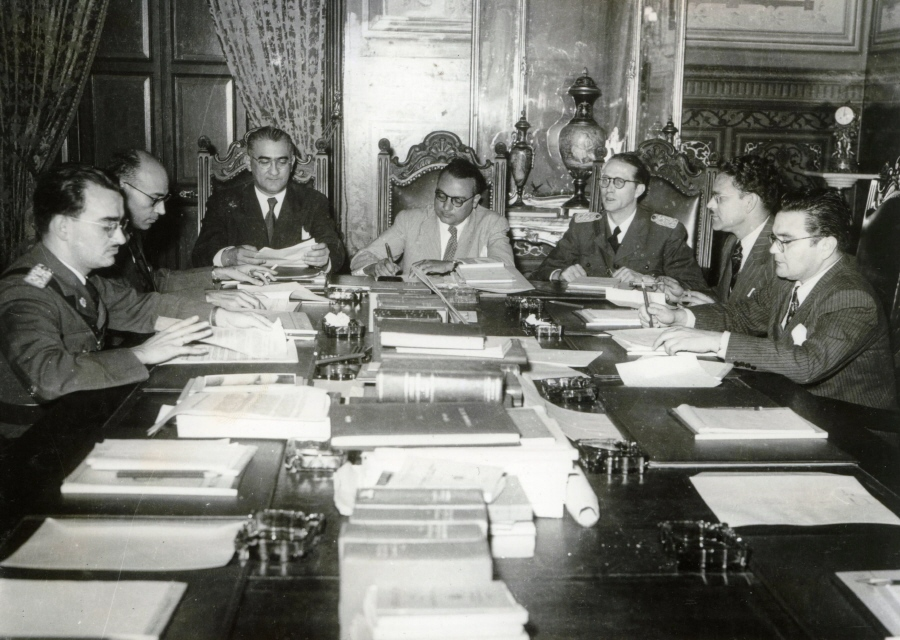
Membros da Junta de Governo Revolucionário, da esquerda para a direita: Mario Ricardo Vargas, Raúl Leoni, Valmore Rodríguez, Rómulo Betancourt, Carlos Delgado Chalbaud, Edmundo Fernández e Gonzalo Barrios – Palácio Miraflores, 1945

El Trienio Adeco foi um período de três anos na história venezuelana, de 1945 a 1948, sob o governo do popular partido Acción Democrática (os aderentes eram chamados de adecos). O partido chegou ao poder por meio do Golpe de Estado de 1945 na Venezuela contra o presidente Isaías Medina Angarita e promoveu as primeiras eleições com sufrágio universal na história da Venezuela. A Eleições gerais de 1947 na Venezuela viu a eleição formal da Acción Democrática, mas o governo foi deposto logo em seguida pelo Golpe de Estado de 1948 na Venezuela.
Não houve um incidente específico que desencadeasse o golpe de 1948, que ocorreu de forma praticamente sem derramamento de sangue e foi liderado por Carlos Delgado Chalbaud. Todos os proeminentes adecos foram exilados; os demais partidos foram autorizados, mas severamente restringidos.

### 1948–1958

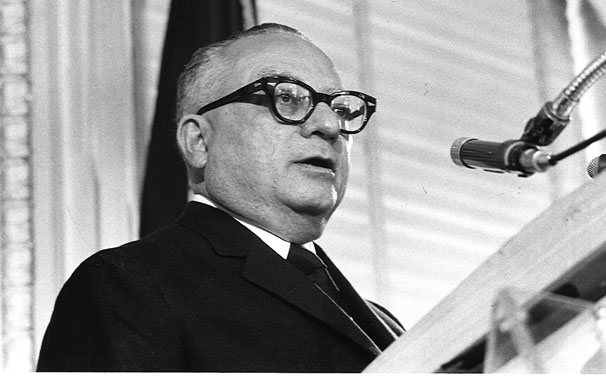
Rómulo Betancourt

Durante esse período, a Venezuela viveu dez anos de ditadura militar, de 1948 a 1958. Após o Golpe de Estado de 1948 na Venezuela que encerrou o breve experimento democrático (El Trienio Adeco), um triunvirato militar assumiu o governo até 1952, quando foram realizadas as Eleições presidenciais de 1952 na Venezuela. Tais eleições foram suficientemente livres para gerar resultados inaceitáveis para o governo, que optou pela fraude eleitoral e pela ascensão, dentre os três líderes, de Marcos Pérez Jiménez à presidência. Seu governo chegou ao fim com o Golpe de Estado de 1958 na Venezuela, que marcou o advento da democracia, com um governo de transição sob o comando do almirante Wolfgang Larrazábal até as Eleições gerais de 1958 na Venezuela realizadas em dezembro de 1958. Antes das eleições, três dos principais partidos políticos – com exceção do Partido Comunista da Venezuela – firmaram o acordo de transição conhecido como Pacto de Punto Fijo.

## 1958–1999

### Segunda administração de Andrés Pérez
Durante seu mandato, de 1974 a 1979, Carlos Andrés Pérez mostrou-se menos generoso com repasses financeiros do que anteriormente. Apesar de inicialmente rejeitar políticas de liberalização, sua agenda econômica passou a focar na redução de subsídios, Privatizações e na legislação para atrair investimento estrangeiro. Naím iniciou, na base da Liberalização econômica, a flexibilização dos controles de preços, com um aumento de 10% no preço da gasolina, o que, na Venezuela, é considerado sagrado. Esse aumento contribuiu para um acréscimo de 30% nas tarifas do transporte público. Em fevereiro de 1989, pouco após iniciar seu segundo mandato, Pérez enfrentou uma série de protestos e saques, que tiveram início em Guarenas e se espalharam para Caracas, conhecidos como Caracazo. A resposta do governo resultou na declaração de um Estado de emergência e ocasionou um elevado número de mortes, variando da estimativa oficial de 277 até mais de 2.000.[carece de fontes?]
Oficiais do MBR começaram a tramar seriamente e, em 4 de fevereiro de 1992, efetuaram uma tentativa de golpe. Chávez, então tenente-coronel, integrou o esquema junto com generais, tendo como prioridade capturar Pérez, que havia retornado recentemente de uma viagem oficial. Quase o cercaram no palácio presidencial, mas ele conseguiu escapar para a residência oficial, de onde reuniu tropas leais para cercar Chávez e prendê-lo. Em troca, Chávez, uniformizado e altivo, teve a oportunidade de falar à televisão para toda a nação, o que gerou intensos debates ao afirmar que seus objetivos ainda não haviam sido alcançados. Durante a insurreição, diversos civis e militares foram mortos.
Em 27 de novembro de 1992, oficiais de patente superior a Chávez tentaram depor Pérez, mas, desta vez, as autoridades reprimiram a conspiração com relativa facilidade. A queda de Pérez ocorreu quando foi instaurado um processo legal para obrigá-lo a revelar como havia utilizado um fundo presidencial secreto – embora legal – ao qual se opôs resolutamente. Com a Suprema Corte e o Congresso da República da Venezuela posicionados contra ele, Pérez foi preso – inicialmente em um centro de detenção e depois sob prisão domiciliar. Em 1993, Pérez entregou a presidência a Ramón José Velásquez, um político adeco que fora seu secretário presidencial. Embora ninguém tenha imputado crimes de corrupção a Velásquez, seu filho mais tarde se envolveu em um esquema ilegal de perdão para traficantes, embora não tenha sido formalmente acusado. Velásquez supervisionou as Eleições presidenciais de 1993 na Venezuela, que foram simultaneamente familiares e singulares.

### Segunda administração de Caldera
Caldera, que já fora candidato à presidência seis vezes e venceu uma, desejava uma nova oportunidade, mas a COPEI resistia, liderada por Herrera Campins, e Caldera fundou seu próprio movimento, denominado Convergência Nacional. A COPEI optou por um candidato medíocre de suas próprias fileiras, enquanto os adecos escolheram Claudio Fermín. Petkoff percebeu a inutilidade de tentar novamente e apoiou Caldera; até mesmo Velásquez acabou se envolvendo. Quando os resultados foram apurados, Caldera venceu, abalando a tese da bipolaridade estrita. As abstenções atingiram um recorde de 40%. A principal razão para a vitória de Caldera, que tinha 76 anos, foi semelhante à que permitira a vitória de Pérez em 1973: todos o conheciam e a classe média, possivelmente decisiva na única vez na história da Venezuela, acreditava que ele poderia realizar o milagre esperado de Pérez – ou seja, devolver o país aos "bons e velhos tempos".
De posse do palácio presidencial, Caldera enfrentou a Crise bancária da Venezuela de 1994. Reimpos controles cambiais que haviam sido abolidos durante a liberalização financeira na administração de Pérez (sem a devida regulação, contribuindo para a crise bancária). A economia sofreu com a queda do preço do petróleo, o que levou a um colapso nas receitas governamentais. A siderúrgica Sidor foi privatizada e a economia continuou a declinar. Fiel a uma promessa eleitoral, Caldera libertou Chávez e perdoou todos os conspiradores – militares e civis – do regime de Pérez. A crise econômica persistiu e, nas Eleições presidenciais de 1998 na Venezuela, os partidos políticos tradicionais tornaram-se extremamente impopulares; um dos candidatos iniciais, em 1997, foi Irene Sáez. Por fim, Hugo Chávez Frías foi eleito presidente.

## 1999–presente

### Chávez e a Revolução Bolivariana
Hugo Chávez – ex-tenente-coronel paraquedista que havia liderado uma tentativa fracassada de golpe em 1992 – foi eleito presidente em dezembro de 1998 com uma plataforma que propunha a criação de uma "Quinta República", uma nova constituição, um novo nome (""República Bolivariana da Venezuela"") e um novo conjunto de relações entre as classes socioeconômicas. Em 1999, os eleitores aprovaram um Referendo sobre a Constituição de 1999 na Venezuela e, em 2000, Chávez foi reeleito, posicionando também diversos membros de seu partido, o Movimento Quinta República, na Assembleia Nacional. Os apoiadores de Chávez denominam esse processo de Revolução Bolivariana e organizaram-se em diversos grupos financiados pelo governo, incluindo os Círculos Bolivarianos.
Em abril de 2002, Chávez foi brevemente deposto durante a Tentativa de golpe de 2002 na Venezuela, em razão de ações de alguns militares, da mídia e de manifestações da oposição minoritária, mas retornou ao poder após dois dias, devido à mobilização popular e ao apoio da maior parte das Forças Armadas.
Chávez também se manteve no poder após uma greve nacional que durou mais de dois meses – a Greve geral de 2002–2003 na Venezuela –, que incluiu a paralisação da estatal PDVSA e um Referendo revogatório de 2004 na Venezuela em agosto de 2004. Em dezembro de 2006, foi eleito para um novo mandato. Em dezembro de 2007, em um Referendo constitucional de 2007 na Venezuela, Chávez sofreu sua primeira derrota eleitoral quando os eleitores rejeitaram as mudanças constitucionais propostas, algumas das quais aumentariam os poderes do Executivo; o referendo registrou um elevado índice de abstenção. Contudo, em fevereiro de 2009, Chávez convocou outro referendo, propondo a remoção dos limites de mandato para todos os cargos eletivos (anteriormente, a constituição limitava presidentes a dois mandatos, assim como outros cargos). O Referendo constitucional de 2009 na Venezuela ocorreu em 15 de fevereiro de 2009 e foi aprovado.
As Eleições parlamentares de 2010 na Venezuela viram uma nova coalizão de oposição, a Coalizão pela Unidade Democrática, conquistar quase a mesma parcela dos votos que o Partido Socialista Unido da Venezuela, mas com apenas 65 assentos em comparação aos 98 do PSUV. A eleição foi precedida por uma reforma eleitoral que favoreceu o PSUV, conferindo maior peso às zonas rurais. Nas Eleições presidenciais de 2012 na Venezuela, Chávez foi reeleito com uma margem substancial, mas faleceu no início de 2013, enquanto ainda estava no cargo. Foi sucedido por Nicolás Maduro, inicialmente como presidente interino, antes de vencer de forma apertada as Eleições presidenciais de 2013 na Venezuela.

### Nicolás Maduro

#### Primeiro mandato
O presidente Nicolás Maduro foi formalmente empossado como Presidente da Venezuela em 19 de abril, após a comissão eleitoral ter prometido uma auditoria completa dos resultados. Em 13 de maio de 2013, Maduro iniciou um de seus primeiros planos, denominado Plan Patria Segura. Um ano após sua implementação, não foram registradas alterações nos índices de criminalidade, permanecendo constantes as taxas de homicídios em todo o país.
Em outubro de 2013, Maduro solicitou uma Lei habilitante na Venezuela para governar por decreto com o intuito de combater a corrupção e também combater o que chamou de "guerra econômica". Em 24 de outubro, anunciou a criação de uma nova agência, o Vice-Ministério da Felicidade Suprema, para coordenar os programas sociais. Em novembro de 2013, poucas semanas antes das eleições locais, Maduro usou seus poderes especiais e ordenou que os militares assumissem o controle de lojas de eletrodomésticos, medida que, segundo analistas, representaria uma "canibalização" da economia, possivelmente agravando a escassez de produtos no futuro. Um artigo do The Guardian observou que uma "proporção significativa" dos bens básicos subsidiados, que se encontravam em escassez, era contrabandeada para a Colômbia e vendida a preços muito superiores. Em fevereiro de 2014, o governo informou ter confiscado mais de 3.500 toneladas de produtos contrabandeados na fronteira com a Colômbia – alimentos e combustíveis – que, segundo as autoridades, seriam destinados ao contrabando ou à especulação. O presidente da Assembleia Nacional, Diosdado Cabello, afirmou que os alimentos confiscados deveriam ser distribuídos à população, e não ficarem "nas mãos desses bandidos".

#### A Oposição Vence as Eleições Parlamentares
Nas Eleições parlamentares de 2010 na Venezuela a oposição conquistou a maioria dos assentos; contudo, em 30 de março de 2017, o Supremo Tribunal de Justiça da Venezuela (dominado por leais a Maduro) anunciou que, por considerar a Assembleia Nacional da Venezuela em desacato às suas decisões, o tribunal assumiria funções legislativas. Embora a recessão que a Venezuela enfrentou a partir de 2014 tenha sido precipitada por falhas de política, a queda no preço do petróleo agravou o problema. As condições econômicas continuaram a se deteriorar em 2016, quando os preços ao consumidor dispararam 800% e o PIB contraiu 18,6%, causando uma escalada na fome, de modo que a Pesquisa sobre as Condições de Vida na Venezuela constatou que quase 75% da população perdeu, em média, 19 libras (cerca de 8,6 kg) em 2016 devido à má nutrição. Luis Almagro, secretário-geral da Organização dos Estados Americanos, afirmou: "Nunca vi um país despencar tão rápido, em todos os níveis: político, econômico e social".
Após a Crise constitucional de 2017 na Venezuela e a tentativa de banir, por 15 anos, o potencial candidato presidencial da oposição, Henrique Capriles, os protestos atingiram um nível de combatividade não visto desde 2014.

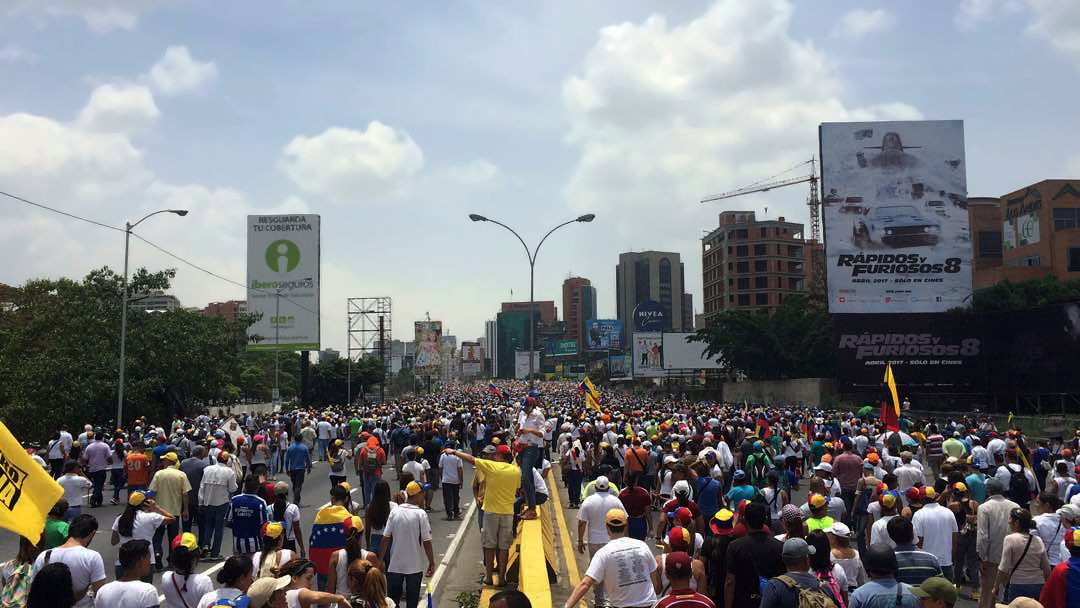
Milhões de venezuelanos protestando durante a Mother of All Marches

Em 1º de maio de 2017, após um mês de protestos que resultaram em pelo menos 29 mortos, Maduro convocou uma Assembleia Constituinte para redigir uma nova constituição que substituiria a Constituição da Venezuela de 1999. Invocando o Artigo 347, afirmou que sua convocação era necessária para contrapor as ações da oposição. Os membros da Assembleia Constituinte seriam selecionados a partir de organizações sociais leais a Maduro, e não eleitos em eleições abertas. Essa medida também permitiria que ele permanecesse no poder durante o período de transição e evitasse as Eleições presidenciais de 2018 na Venezuela, já que o processo levaria pelo menos dois anos.
A oposição formou uma frente unificada para enfrentar o governo venezuelano. Em 20 de junho de 2017, o presidente da Assembleia Nacional da Venezuela, Julio Borges, anunciou a ativação dos Artigos 333 e 350 da Constituição para estabelecer um governo paralelo.
As eleições para a Assembleia Constituinte foram realizadas em 30 de julho de 2017. A decisão foi criticada por diversos países – mais de 40 nações Além disso, organismos supranacionais como a União Europeia, o Mercosul e a Organização dos Estados Americanos condenaram a eleição, afirmando que agravaria ainda mais as tensões. Países aliados a Maduro – como Bolívia, Cuba, El Salvador, Nicarágua, Rússia e Síria – desencorajaram intervenções externas e parabenizaram o presidente.
A Assembleia Constituinte de 2017 na Venezuela foi oficialmente empossada em 4 de agosto de 2017.
Em 11 de agosto de 2017, o presidente dos Estados Unidos, Donald Trump, afirmou que "não descartaria uma opção militar" para enfrentar o governo autocrático de Nicolás Maduro e a profunda crise na Venezuela. Imediatamente, o Ministro da Defesa venezuelano, Vladimir Padrino, criticou Trump, qualificando sua declaração de "ato de extremo fanatismo" e "ato de loucura". O Ministro das Comunicações, Ernesto Villegas, afirmou que as palavras de Trump representavam "uma ameaça sem precedentes à soberania nacional".

#### Segundo mandato
Em 20 de maio de 2018, o presidente Nicolás Maduro venceu as Eleições presidenciais de 2018 na Venezuela em meio a alegações de irregularidades generalizadas por parte de seus principais rivais. Apesar dos apelos para que renunciasse ao cargo ao término de seu primeiro mandato, em 10 de janeiro de 2019, Maduro foi empossado por Maikel Moreno, presidente do Supremo Tribunal de Justiça da Venezuela – medida que gerou ampla condenação; minutos após o juramento, a Organização dos Estados Americanos aprovou uma resolução, em sessão especial de seu Conselho Permanente, declarando Maduro ilegítimo e instando à convocação de novas eleições. O Congresso da República da Venezuela decretou estado de emergência e alguns países retiraram suas embaixadas do país, argumentando que Maduro estava convertendo a Venezuela numa ditadura de fato ilegítima.
Além disso, em 23 de janeiro de 2019, o presidente do Congresso, Juan Guaidó, foi declarado presidente interino, sendo imediatamente reconhecido como legítimo por cerca de 60 países, incluindo os Estados Unidos e o Grupo de Lima, bem como pela Organização dos Estados Americanos. Maduro contestou a reivindicação de Guaidó e rompeu relações diplomáticas com vários países que o reconheceram. Em 21 de fevereiro de 2019, Maduro ordenou o fechamento da fronteira com o Brasil. Em 23 de fevereiro, caminhões com ajuda humanitária vindos da Colômbia e do Brasil tentaram adentrar o país; dois caminhões foram incendiados na Ponte Internacional Francisco de Paula Santander.
Guaidó tem sido reconhecido como presidente interino por cerca de 60 países. Internacionalmente, o apoio a Guaidó seguiu linhas geopolíticas tradicionais, com aliados como China, Cuba, Irã, Rússia, Síria e Turquia apoiando Maduro, enquanto a maioria dos países ocidentais e latino-americanos reconheceu Guaidó como presidente interino. O apoio a Guaidó diminuiu após uma tentativa fracassada de levante militar em abril de 2019.
Após o aumento das sanções internacionais em 2019, o governo de Maduro abandonou as políticas socialistas estabelecidas por Chávez – como os controles de preços e de câmbio –, o que permitiu uma recuperação relativa da economia após um período de declínio. Em entrevista, em novembro de 2019, o presidente Nicolás Maduro descreveu a dolarização como uma "válvula de escape" que auxiliava na recuperação do país, embora tenha afirmado que o Bolívar venezuelano permaneceria como a moeda nacional.

### Historiografia
- Lombardi, John V. Venezuelan history: a comprehensive working bibliography (1977) online – 530 páginas.
- Racine, Karen. "Simón Bolívar and friends: Recent biographies of independence figures in Colombia and Venezuela" History Compass 18#3 (fevereiro de 2020) https://doi.org/10.1111/hic3.12608
- Savage, Ritchie. Populist discourse in Venezuela and the United States: American unexceptionalism and political identity formation (Springer, 2018).